# Dütberg

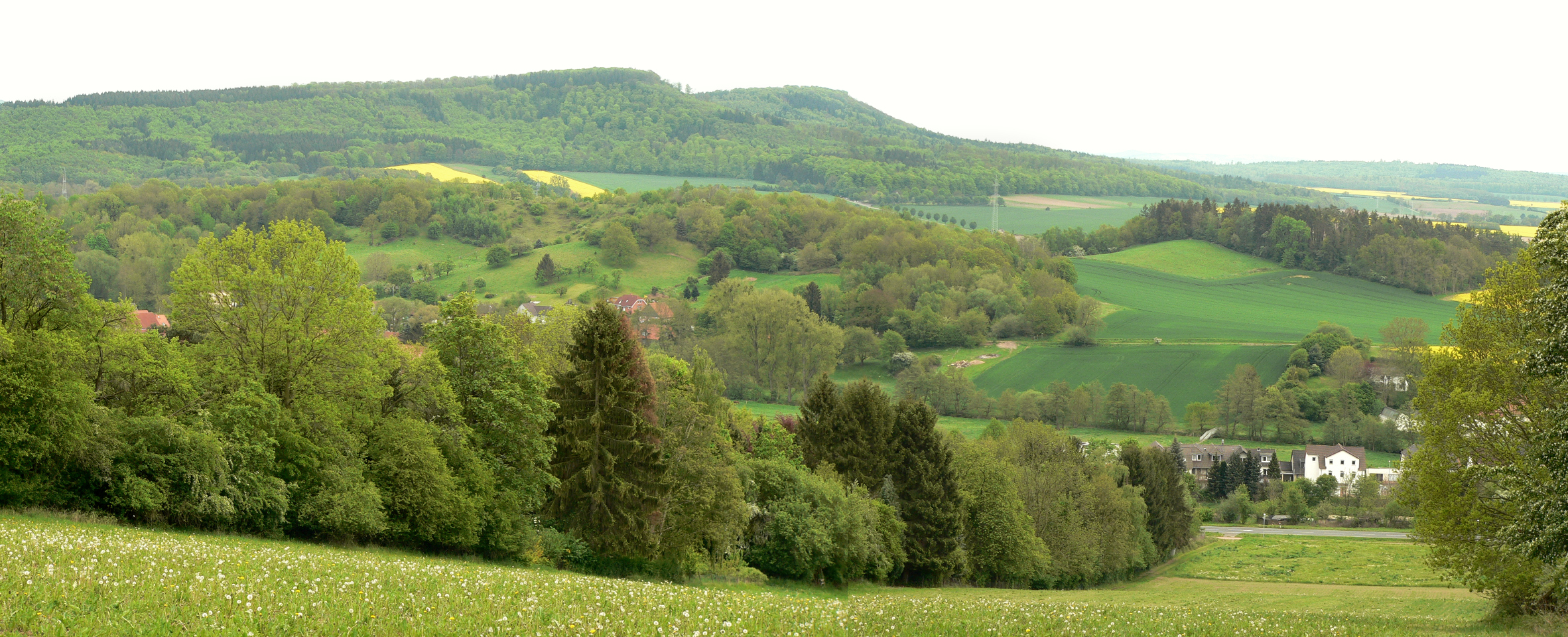
Dütberg (Mitte) mit mehreren Kuppen, davor verläuft im kleinen Tal die B 217; im Hintergrund der Schecken

Der Dütberg ist ein 122 m ü. NN hoher, zum Teil bewaldeter Hügel des Niedersächsischen Berglandes. Die im zentralen Bereich als Geotop eingestufte Erhebung liegt in Niedersachsen zwischen den Ortsteilen Rohrsen und Afferde bei Hameln im Landkreis Hameln-Pyrmont. Nördlich vorbei führt die B 217 und parallel dazu verläuft der Fluss Hamel.

## Beschreibung

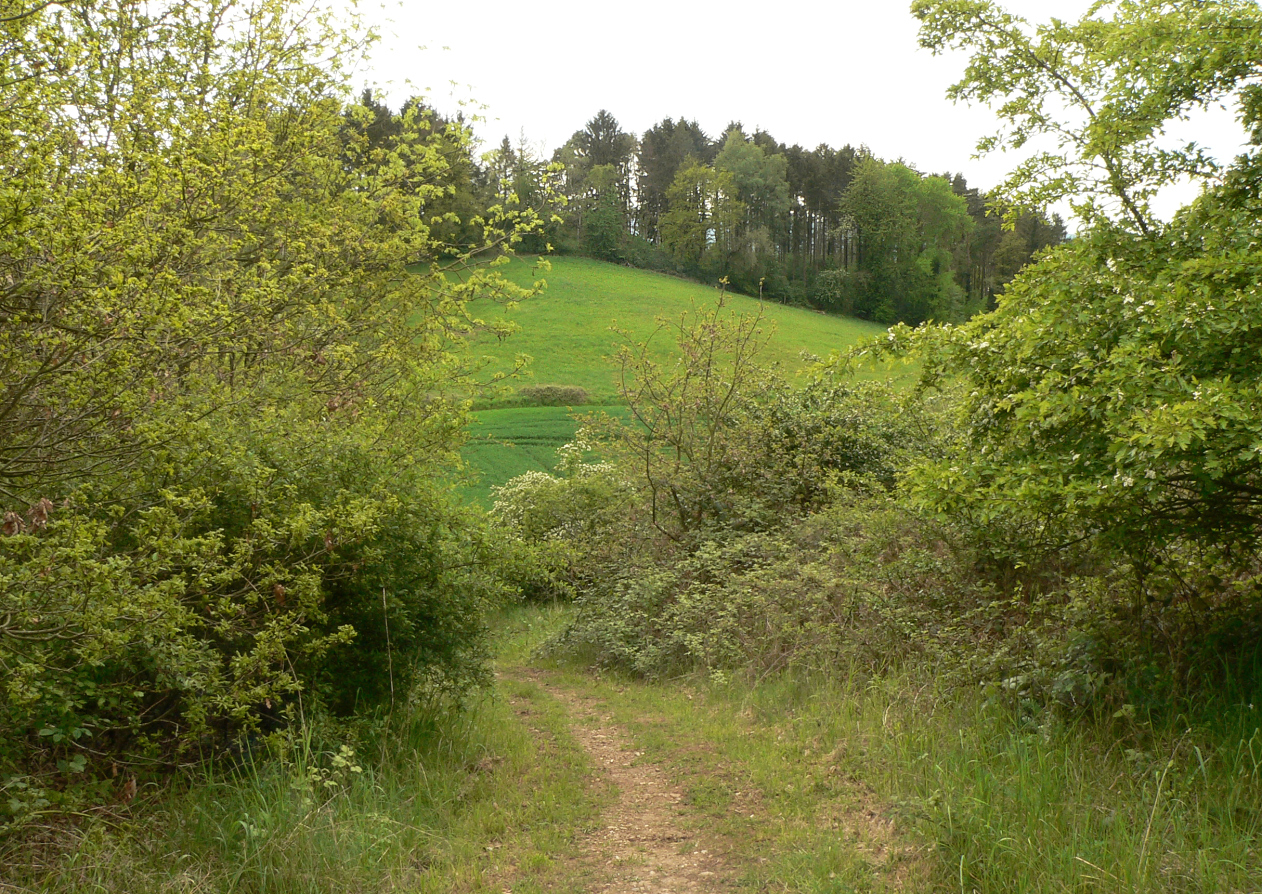
Bewaldete Nebenkuppe auf dem Dütberg

Der Dütberges nimmt eine Fläche von 10–12 Hektar ein; mit seinen Ausläufern sind es etwa 40 ha. Die Erhebung hat mehrere Kuppen, die aus eiszeitlichen Kies- und Sandablagerungen bestehen und zwischen denen Löß abgelagert ist. Gebildet hat sich der Dütberg als kleinflächige glaziale Ablagerung im Drenthe-Stadium der Saale-Eiszeit, deren Eismassen ihre südlichste Ausdehnung im Raum Hameln hatten. Nach dem Abschmelzen des Eises blieb die Erhebung als Endmoräne zurück. Ihr kommt aus geowissenschaftlicher Sicht eine hohe Wertigkeit zu, so dass sie auf 15 ha als Geotop eingestuft ist.
Aufgrund der welligen Wiesenflächen auf der Nordseite, die als Weideland genutzt werden, erweckt der Dütberg einen almartigen Eindruck. Er hat eine besondere faunistische und floristische Bedeutung, da er seltenen und stark gefährdeten Tier- und Pflanzenarten als Lebensraum dient. Hier brüten unter anderem die Vogelarten Neuntöter und Nachtigall. Die Erhebung weist verschiedene, eng verzahnte Biotope auf, wie mittelfeuchte und trockene Wiesen, basenreiche Sandmagerrasen, Ruderalfluren auf den nährstoffarmen Schmelzwasserablagerungen, vegetationslose Stellen, tief ausgefahrene Wege, sowie Hecken, Gebüsch und Wald. An Pflanzen finden sich unter anderem die Wilde Möhre, Rainfarn und verschiedene Arten von Klee. Die Vegetation zieht verschiedene Wildbienenarten an, wie das Sechsfleck-Widderchen.
Seit 1952 ist der Dütberg als Landschaftsschutzgebiet ausgewiesen und erfüllt somit die Voraussetzungen für ein Naturschutzgebiet. Das seit 2012 geplante Verfahren zur Ausweisung eines 25 ha großen Bereichs des Dütberges als Naturschutzgebiet, was bei Anwohnern zum Teil auf Kritik stößt, soll im Jahr 2017 beginnen.

## Geschichte

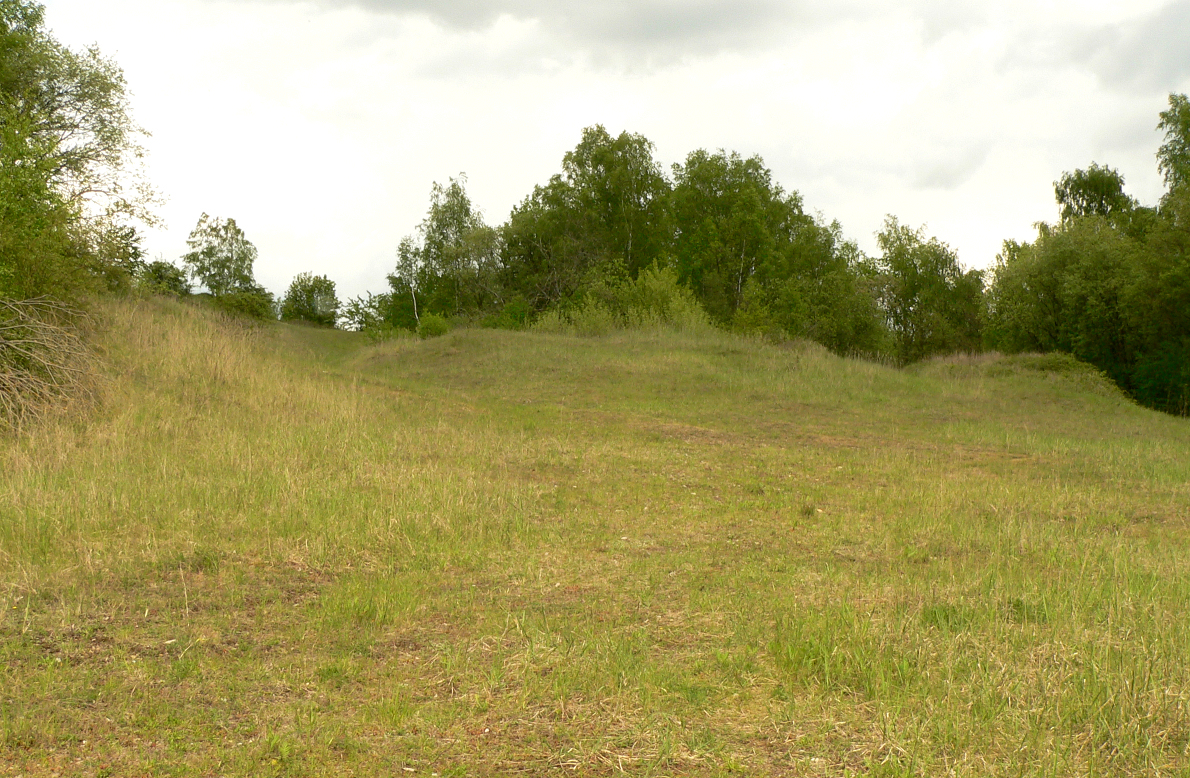
Magerrasenfläche auf dem ehemaligen britischen Militärübungsgelände

Im 18. Jahrhundert während des Siebenjährigen Krieges waren auf dem Dütberg Kanonen aufgestellt, die auf Rohrsen feuerten. Der Ort wurde damals durch den Beschuss und ausbrechendes Feuer eingeäschert.
Nach dem Zweiten Weltkrieg wurde der zentrale Bereich des Dütberges von Pioniereinheiten der in Hameln stationierten britischen Rheinarmee auf etwa 14,5 Hektar als militärisches Übungsgelände genutzt. Dieser Teil des Dütberges war der Öffentlichkeit als militärisches Sperrgebiet nicht zugänglich. Nach dem Abzug der britischen Streitkräfte aus Hameln im Jahr 2012 wurde die militärische Nutzung beendet. Der Zutritt ist auf einem Wegenetz seither wieder möglich, unter anderem führt der Weserberglandweg über den Dütberg. Seit etwa 2015 gibt es konkrete Planungen, eine Umgehungsstraße südlich von Hameln zu bauen, deren Trasse südlich am Dütberg vorbei führen soll. Mit dem Baubeginn wird im Jahr 2021 gerechnet.